# لشکرکشی پنیسولا هوئون
لشکرکشی پنیسولا هوئون (انگلیسی: Huon Peninsula campaign) یکی از لشکرکشی‌های جنگ اقیانوس آرام بود.